# Talk Radio (programma televisivo)
(Frase d'introduzione del programma)
Talk Radio è stato un programma televisivo italiano ideato e condotto da Antonio Conticello, andato in onda su Italia 1 dal lunedì al venerdì alle ore 17:15 dal 19 settembre 1994 fino al 24 marzo 1995, dove la trasmissione è stata anticipata alle 14.30 nelle ultime settimane di trasmissione.

## La trasmissione
Il programma, della durata di un quarto d'ora, era ispirato alle dediche radiofoniche e accoglieva le richieste dei telespettatori, che si rivolgevano al conduttore "Diggy DJ" (Antonio Conticello) per rivedere spezzoni di film, video musicali, eventi sportivi o trasmissioni televisive. In ogni puntata il conduttore descriveva la trasmissione con il suo slogan: «Talk Radio, la radio che si vede la TV che si sente».
L'impaginazione grafica è stata curata da Marcello Boccaccini. La sua sigla si intitolava Voglio fare il D.J., brano cantato dall'ex duo dei B-nario e composto con il cantautore Renato Pareti.
Conclusa la versione televisiva, dall'autunno del 1995 e fino al 1996, il programma proseguì nella versione radiofonica su RTL 102.5, andato trasmesso tutte le domeniche e dividendosi in due parti (prima e dopo le partite del campionato di calcio commentate da Gigi Tornari, Luca Viscardi e Mino Reitano). 
Negli anni successivi fino al 2006, la versione televisiva viene replicato più volte nella fascia notturna della stessa Italia 1, fascia che va dalle ore 3:00 alle ore 6:00.